# Tupolev ANT-20
O Tupolev ANT-20 Maxim Gorky (em russo:  Туполев АНТ-20 "Максим Горький") foi uma aeronave Soviética de asa fixa e com oito motores, considerado o maior avião da década de 1930.

## História
O ANT-20 foi projetado por Andrei Tupolev, usando as tecnologias de fuselagem inteira de metal concebido pelo engenheiro alemão Hugo Junkers durante os anos da Primeira Guerra Mundial, e construído entre 4 de Julho de 1933 e 3 de Abril de 1934. Foi uma das duas deste tipo de aeronave já construídas pelos Soviéticos. A aeronave foi nomeada de Maxim Gorky, autor e fundador do Realismo socialista e dedicado ao 40º aniversário de suas atividades públicas e literárias. O ANT-20 foi a maior aeronave conhecida a usar a filosofia de projeto da Junkers de metal "corrugado" para muitos componentes chave da fuselagem.
Foi destinado para propaganda do governo Stalinista e equipado com um poderoso rádio chamado "Voz dos céus" ("Голос с неба", golos s neba), máquinas de impressão, biblioteca, estações de rádio, laboratório fotográfico, e um Projetor de filme com som para apresentar vídeos durante o voo. Pela primeira vez na história da aviação, esta aeronave era equipada com uma escada, que poderia dobrar-se e tornar parte da aeronave.
Além disso, pela primeira vez na história da aviação, a aeronave não apenas utilizava Corrente contínua, mas também Corrente alternada de 120 volts. Este avião podia ser desmontado e transportado por linhas férreas se necessário. A aeronave bateu um grande número de recordes mundiais de capacidade de carregamento e também foi apresentado em uma pintura de Vasily Kuptsov, em uma coleção no Museu Russo em São Petersburgo.

## Acidente

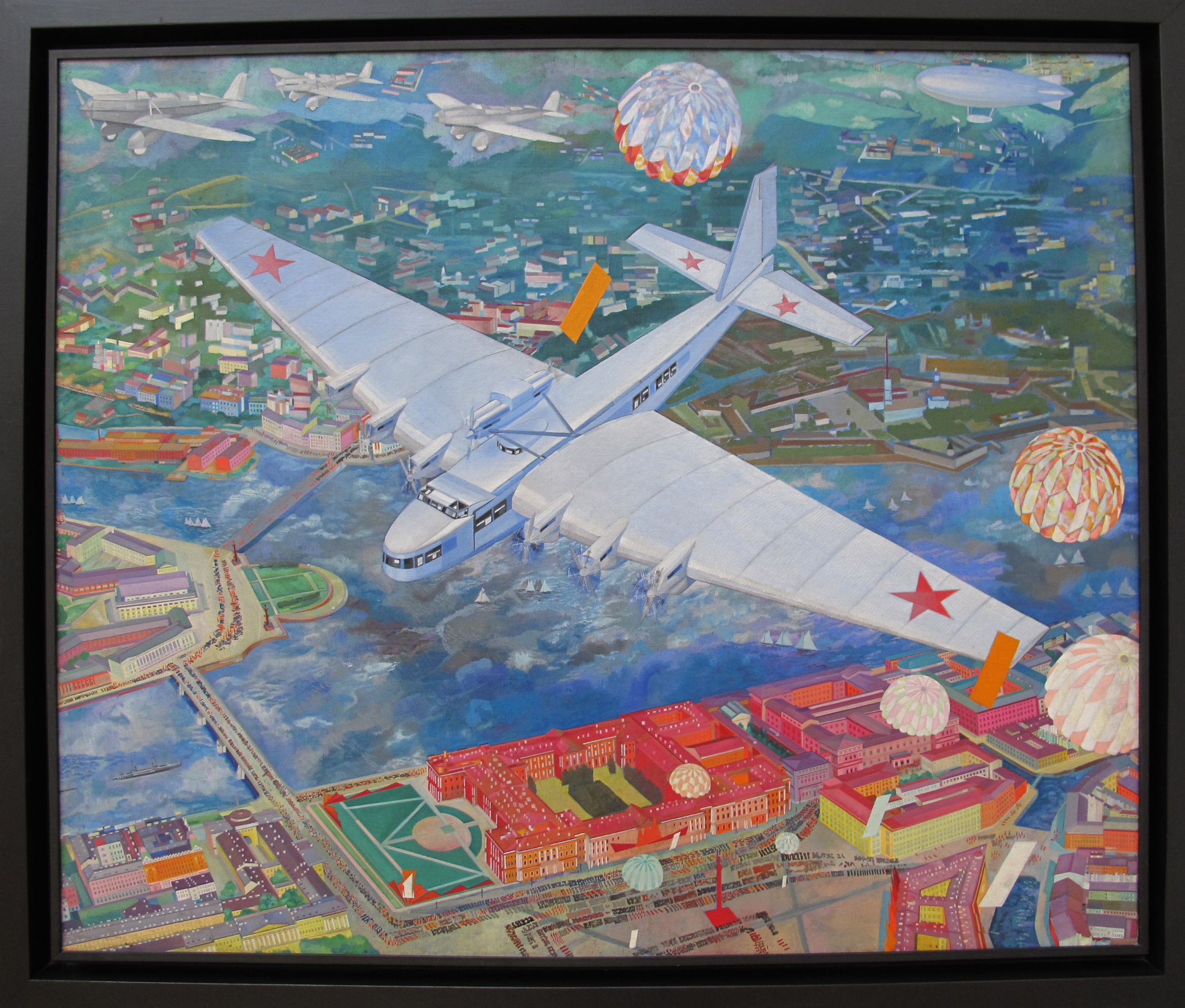
Vasily Kuptsov, Maxim Gorky ANT-20 (1934), Museu Russo, São Petesburgo

Em 18 de Maio de 1935, os pilotos do Maxim Gorky I. V. Mikheyev e I. S. Zhurov) e mais três aviões (Tupolev ANT-14, R-5 e um I-5) decolaram para um voo de demonstração sobre Moscou. O principal propósito dos outros três aviões voarem tão perto era para evidenciar a diferença em tamanho da nova aeronave. Após um loop mal executado ao redor do avião acompanhando um piloto de um caça I-5 (piloto - Nikolai Blagin), ambos aviões colidiram e o Maxim Gorky caiu em um bairro de baixa renda ao leste da atual Estação Socol[carece de fontes?].
Quarenta e cinco pessoas foram mortas no acidente, incluindo a tripulação e 33 membros de famílias de alguns dos que haviam construído a aeronave. Enquanto as autoridades anunciavam que a manobra era improvisada e irresponsável, e foi recentemente sugerido que isto havia sido planejada e era parte do show. Também foram mortos o piloto, Blagin, que foi usado como bode expiatório do acidente. Entretanto, Blagin foi enterrado no Cemitério Novodevichy junto com as vítimas do ANT-20. [carece de fontes?]
Um dia antes do acidente, o piloto e escritor francês Antoine de Saint-Exupéry, visitando a União Soviética pelo jornal francês Paris-Soir, embarcou no avião. Após o acidente, Saint-Exupéry lamentou a perda deste gigante com seus 'corredores, o salão, as cabines, os telefones a bordo'.[carece de fontes?]
O acidente foi aparentemente a inspiração para a Sinfonia nº 16 de Nikolai Myaskovsky, esboçada imediatamente após o desastre e estreou em Moscou em 24 de Outubro de 1936. Esta sinfonia inclui uma grande marcha funeral diminuindo o movimento, e a finalização foi produzida com a própria canção de Myaskovsky para a Força Aérea Russa, 'The Aeroplanes are Flying'; este trabalho ficou conhecido na era Soviética conhecida como 'Sinfonia da Aviação'[carece de fontes?].

## ANT-20bis

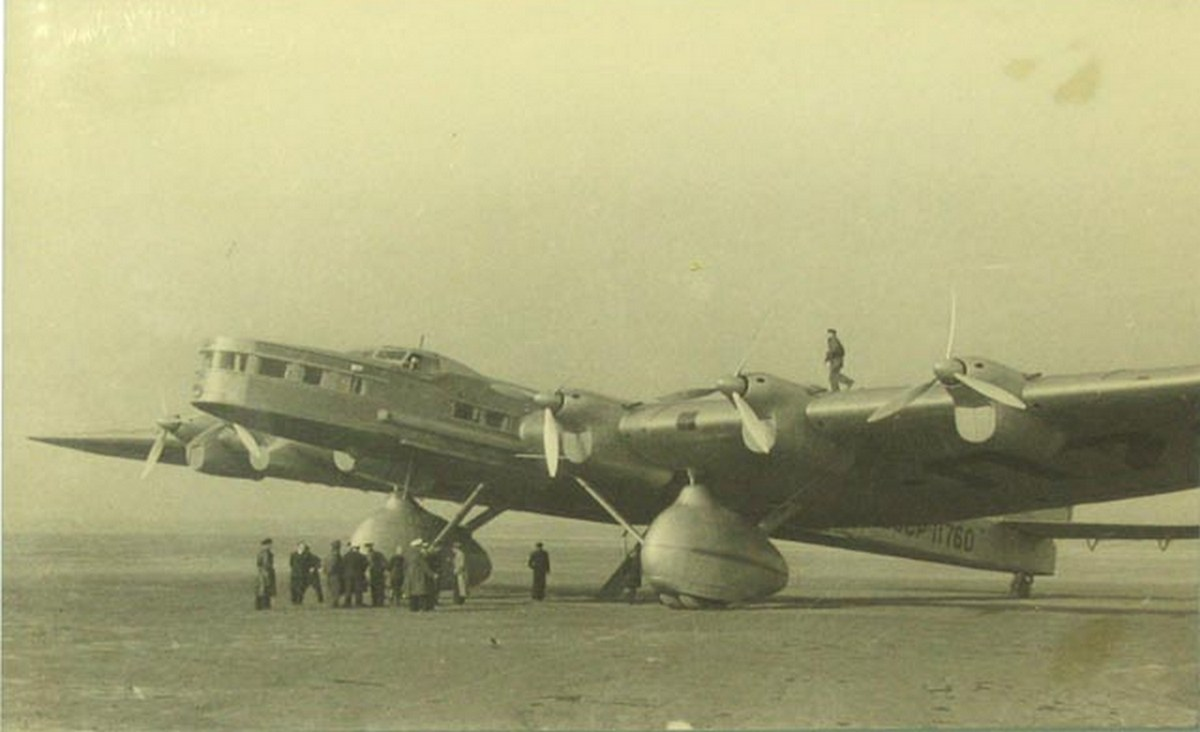
Aeroflot ANT-20bis.

Uma nova aeronave, designada ANT-20bis iniciou sua produção no ano seguinte ao acidente e voou pela primeira vez em 1938. Era praticamente idêntico em design, mas com seis motores mais potentes. Este avião, registrado PS-124, serviu a Aeroflot em rotas de transporte na Rússia e no Uzbequistão. Em 14 de Dezembro de 1942, se acidentou após o piloto permitir que um passageiro tomasse seu assento momentaneamente e o passageiro aparentemente desligou o piloto automático, fazendo com que a aeronave entrasse em um mergulho de uma altitude de 500 m (1.500 pés), matando todas as 36 pessoas a bordo.
Os planos para a construção de uma frota de ANT-20bis foram abandonados em 1939 quando os expurgos de Joseph Stalin da indústria de aviação resultou em uma escassez de engenheiros qualificados.[carece de fontes?]

## Operadores
União Soviética

## Ligações Externas
- Memorial da queda em Find-A-Grave